# Burgbernheim
Burgbernheim är en stad i Landkreis Neustadt an der Aisch-Bad Windsheim i Regierungsbezirk Mittelfranken i förbundslandet Bayern i Tyskland.
Staden ingår i kommunalförbundet Burgbernheim tillsammans med  köpingen Marktbergel och kommunerna Gallmersgarten och Illesheim.